# C5H4N4O3
化学式C5H4N4O3（摩尔质量：168 g/mol）可以指：
- 尿酸，CAS号：69-93-2
- 羟基黄嘌呤
  - 1-羟基黄嘌呤，CAS号：1932-15-6 
  - 3-羟基黄嘌呤，CAS号：13479-29-3

|  | 这个同类索引页列出了具有相同分子式的化学物（即同分異構體）条目。 除非您是有意链接至本页，否则应将相应条目的内部链接指向正确的条目。 |